# Carlo Fatuzzo
Carlo Fatuzzo (ur. 14 marca 1944 w Genui) – włoski polityk, parlamentarzysta krajowy i europejski, lider Partii Emerytów.

## Życiorys
Z wykształcenia księgowy. Pracował także jako radiotelegrafista w marynarce handlowej.
W 1987 objął funkcję sekretarza krajowego Partii Emerytów. W latach 1985–1990 był radnym gminy, a od 1990 do 1995 radnym prowincji Bergamo. W latach 2002–2004 zajmował stanowisko sekretarza europejskiego stowarzyszenia zrzeszającego ugrupowania działające na rzecz osób starszych.
W 1999 został posłem do Parlamentu Europejskiego. W wyborach w 2004 po raz drugi uzyskał mandat europosła. Zasiadał w Grupie EPP-ED. Brał udział w pracach Komisji Zatrudnienia i Spraw Socjalnych oraz Delegacji do spraw stosunków UE ze Stanami Zjednoczonymi.
Jako lider Partii Emerytów w latach 90. był krótko sojusznikiem Silvia Berlusconiego. W 2006 wprowadził swoje ugrupowanie do centrolewicowego bloku L'Unione, jednak już jesienią 2006 powrócił na stronę centroprawicy. W 2007 zgłosił akces swojego ugrupowania do Ludu Wolności, następnie współtworzył Biegun Autonomii. W 2009 bez powodzenia ubiegał się o reelekcję w wyborach europejskich.
W wyborach w 2018 z listy Forza Italia uzyskał mandat posła do Izby Deputowanych XVIII kadencji.